# Asymmetrella glabra
Asymmetrella glabra är en rundmaskart som beskrevs av Nathan Augustus Cobb 1920. Asymmetrella glabra ingår i släktet Asymmetrella och familjen Oncholaimidae. Inga underarter finns listade i Catalogue of Life.